# Linda Stahl

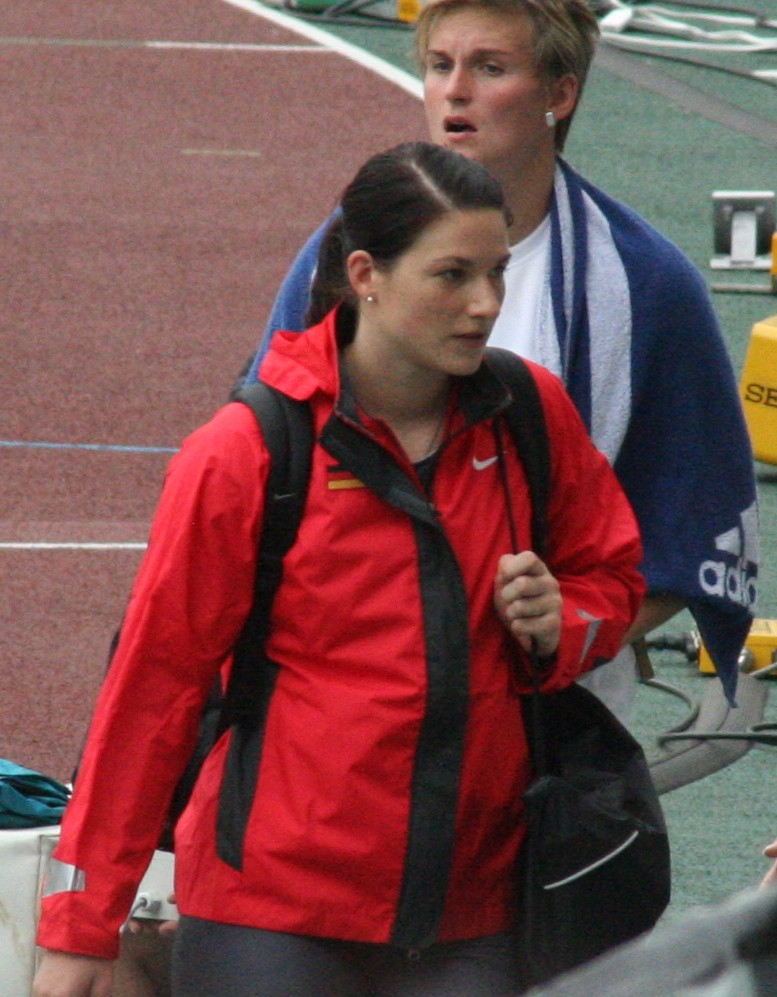
Linda Stahl.

Linda Stahl ( 2 de octubre de 1985 en Steinheim) es una lanzadora de jabalina alemana.
Su mejor tiro personal es 66,81 metros, logrado el 29 de julio de 2010 en el Campeonato Europeo de Atletismo en Barcelona, España, donde ganó el oro.
Creció en Blomberg, y estudia Medicina en la Universidad de Colonia. Ella representa el club deportivo TSV Bayer 04 Leverkusen, después de haber cambiado el club en 2003 de LG Lippe-Süd, y fue entrenada con Steffi Nerius bajo el entrenador Helge Zöllkau.